# Bátaszék–Mohács-vasútvonal
A Bátaszék–Mohács-vasútvonal tervezett, de el nem készült magyarországi normál nyomtávolságú vasútvonal.

## Története
A vonal tervezete már a MÁV 1916. évi hálózatfejlesztési tervében megjelent, egy Bátaszék–Mohács–Baranyavár–Pélmonostor vonal tervezetében. A Vasúti és Hajózási Főfelügyelőség 1923-1925. évi jelentésében vasúthálózati kiegészítést javasolt, melynek szintén része lett volna a Bátaszék-Mohács vonal. Ezek a tervek a háború és következményei, valamint az ország rossz gazdasági állapota miatt nem valósultak meg.

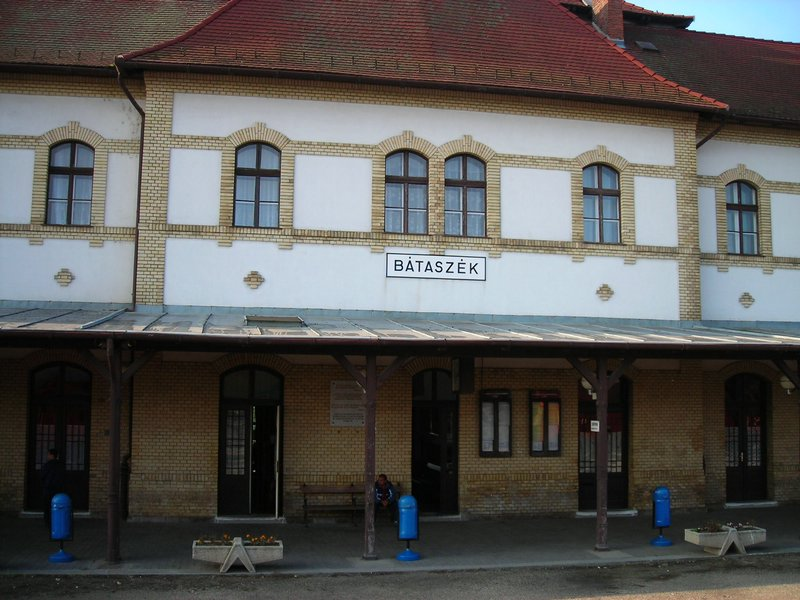
Bátaszék vasútállomása

Az 1948-ban frissen hatalomra jutott kommunista vezetés fő feladatának tekintette az ország nehéziparának fejlesztését. Ennek első, látványos mozzanata egy régóta tervezett új vasmű felépítése lett volna. A kijelölt helyszín Mohács lett, ahol 1949-ben már gőzerővel folyt az építkezés: az első acélcsapolás időpontját az 1950. év második felére tűzték ki.
Kiegészítő beruházásként viszont szükség volt egy, az acélmű forgalmát ellátni képes korszerű vasútvonalra, mivel a meglévő Pécs–Mohács-vasútvonal fekvése miatt nagy kerülőt jelentett volna. Az új, Bátaszék és Mohács közötti vonal építését az első ötéves terv mondta ki. Az építkezés két irányból indult, Mohács felől az alépítmény készült el 4 km hosszan, Bátaszék felől 7 km-en a síneket is lefektették Furkópusztáig.
A vasútépítést azonban politikai okok miatt meg kellett szakítani. A Tito vezette Jugoszlávia és a sztálini Szovjetunió közötti viszony egyre rosszabb lett, a kommunista országok vezetői háborúval is számoltak. A magyar építkezéseket megtekintő szovjet küldöttség ellenezte a határhoz közeli mohácsi helyszínt, az acélmű új helyét Dunapentelén jelölték ki (ma Dunaújváros). A mohácsi építkezéseket még 1949-ben felfüggesztették. A síneket az 1960-as években felszedték, az elkészült töltés Bátaszék és Báta között ma is látható.
A vasútvonal fontos szerepet játszott az 1956-os dunai árvíz idején. 1956. március 13-án délben átszakadt a Pörböly közelében a gát, és a jeges ár Báta felé indult. A vasút töltését 40 méter hosszú gáttal az árvízvédelmi töltésbe kötötték, valamint elzártak a vonalon 1 hidat és 3 átereszt. A védvonal nem tartott sokáig: március 17-én a vasúti töltést 200 méter hosszban szakította át a víz.
A vonal az 1980-as évek koncepcióiban is tervezett, villamosítandó új vonalként szerepelt. Jelenleg egy Pécs–Szeged vasúti összeköttetés részeként szerepel pályázatokban, kiépítési költsége 50 milliárd forint lenne.